# Schlundzahn

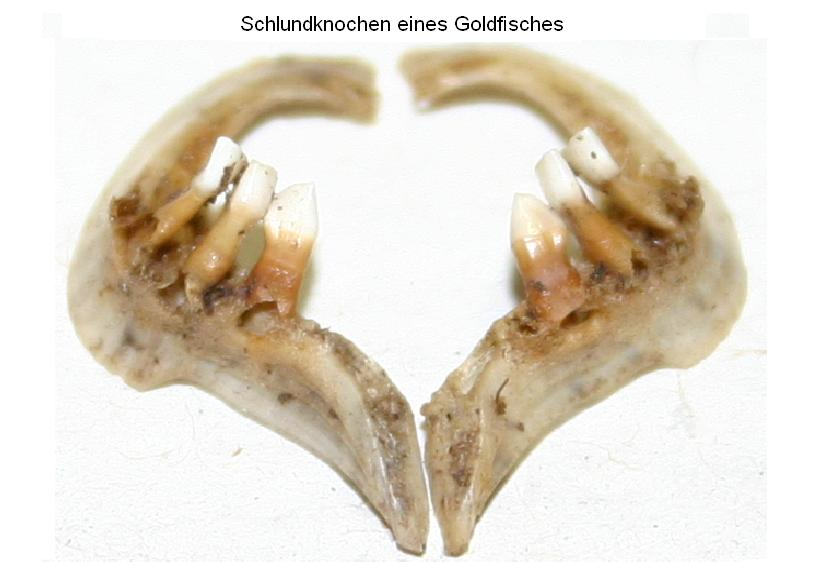
Schlundknochen mit Schlundzähnen (Goldfisch)

Schlundzähne kommen bei den meisten Knochenfischarten, zum Beispiel bei allen Karpfenartigen und den Buntbarschen vor. Sie stehen auf den Schlundknochen, die sich von Kiemenbögen ableiten (s. Pharyngealia). Bei den Karpfenfischen stehen die Schlundzähne auf zwei bogenförmigen Schlundknochen, bei den Buntbarschen auf einem Y-förmigen unteren und zwei abgerundeten oberen Schlundknochen. 

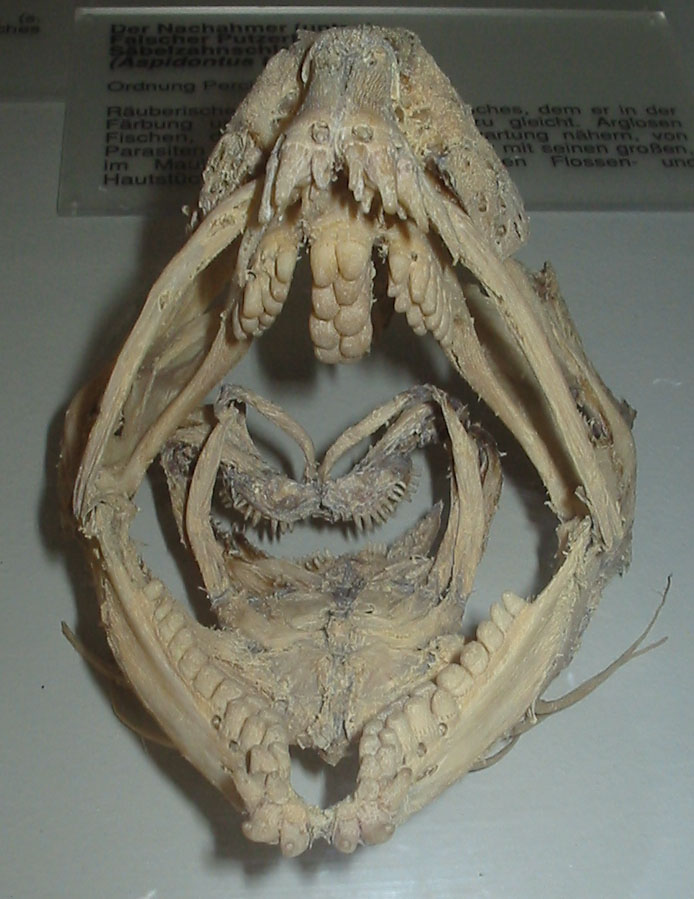
Schädel von Anarhichas (Seewolf)

Je nach Spezialisierung auf unterschiedliche Nahrung sind Form und Zahl der Schlundzähne unterschiedlich. Auf Grund ihrer charakteristischen Form, Zahl und Anordnung können Schlundzähne vielfach zur Bestimmung und Unterscheidung verschiedener Fischarten genutzt werden. Bei Karpfenfischen können durch Formeln die Anzahl und die Position der Schlundzähne pro Zahnreihe festgehalten werden.
Die Schlundzähne der Karpfenfische greifen wie die Zähne eines Zahnrades ineinander und zusätzlich gegen eine Zahn- oder Hornplatte (Karpfenstein) genau vor der Speiseröhre am oberen Ende des Schlundbogens. Bei den Schmerlen wird diese Hornplatte durch eine raue Hornfläche bzw. durch zähe Schleimhäute ersetzt. Bei den Buntbarschen liegen zwei weitere mit Zähnen besetzte Knochen den Schlundzähnen gegenüber.
Einige Fische, z. B. die Grunzer, nutzen die Schlundzähne auch, um Geräusche zu produzieren. Die Laute entstehen, indem die Schlundzähne aneinander gerieben werden.

## Quelle
- Franziska Hummel und Jörg Freyhof: Ichthyologie für Aquarianer. Teil 8: Schlundknochen. in DATZ, 10/2004, Verlag Eugen Ulmer, Stuttgart, ISSN 1616-3222